# 쉐릴 폴락
쉐릴 폴락(Cheryl Pollak, 1967년 8월 31일 ~ )은 미국의 배우, 영화 감독, 영화 프로듀서, 텔레비전 배우, 영화배우이다.
스코츠데일에서 태어났다.

## 영화
- 다크 사이드 오브 선 (1997년)
- 야누스의 영혼 (1994년)
- 크로싱 (1992년)
- 옛 연인들의 데이트 (1991년)
- 볼륨을 높여라 (1990년) - 페이지 우드워드 역
- 수영복 (1989년)
- 나이트 라이프 (1989년)
- 틴에이지 뱀파이어 (1988년)
- 천사와 사랑을 (1987년)